# 北京市示范性普通高中
北京市示范高中，全称“北京市示范性普通高中”，由北京市教育委员会认定。是中国北京市政府自1999年起实施的旨在“从整体上提高北京高中阶段教育水平”的计划，目标是在全市分批建设60所左右的示范性普通高中。
根据北京市的相关要求，示范高中要起到“带动作用、激励作用、辐射作用、示范作用”，在师资、办学规模、教学质量等方面都要达到优质水平（如招生规模要求每个年级不少于8个班，师资方面要求全部教师学历达到大本以上）。
北京市示范性普通高中至今已经历四次评定，全市共有68所中学获得该称号。
- 首批示范校（14所，2002年10月认定）[2]
  - 西城区：北京市第四中学、北京师范大学附属实验中学、北京师范大学第二附属中学
  - 宣武区：北京市第十五中学、北京师范大学附属中学
  - 海淀区：中国人民大学附属中学、首都师范大学附属中学、清华大学附属中学
  - 崇文区：北京市汇文中学
  - 朝阳区：北京市陈经纶中学
  - 丰台区：北京市第十二中学
  - 通州区：通州区潞河中学
  - 顺义区：牛栏山第一中学
  - 大兴区：黄村第一中学

- 第二批示范校（12所，2003年6月认定）[3]
  - 东城区：北京市第二中学、北京景山学校
  - 西城区：北京市第八中学
  - 宣武区：北京市回民学校
  - 朝阳区：北京市第八十中学
  - 海淀区：北京市第一О一中学、北京市八一中学、北京大学附属中学
  - 石景山区：北京市第九中学
  - 顺义区：杨镇第一中学
  - 平谷区：北京市平谷中学
  - 房山区：北京师范大学良乡附属中学

- 第三批示范校（18所，2004年4月认定）[4]
  - 东城区：北京市第五中学
  - 宣武区：北京市育才学校
  - 朝阳区：北京工业大学附属中学
  - 海淀区：北京理工大学附属中学、北京市十一学校、北方交通大学附属中学、北京市第二十中学、北京市中关村中学
  - 丰台区：北京市第十中学
  - 门头沟区：北京市大峪中学
  - 昌平区：北京市昌平区第一中学、北京市昌平区第二中学
  - 通州区：北京市通州区运河中学
  - 顺义区：北京市顺义区第一中学
  - 怀柔区：北京市怀柔区第一中学
  - 密云县：北京市密云县第二中学
  - 平谷区：北京师范大学附属平谷中学
  - 延庆县：延庆县第一中学

- 第四批示范校（24所，2005年12月认定）[5]
  - 东城区：北京市第五十五中学、北京市第一六六中学、北京市第一七一中学、北京市东直门中学
  - 西城区：北京市第十三中学、北京市第三十五中学、北京市第一六一中学、北京铁路分局职工子弟第二中学、北京市西城外国语学校
  - 宣武区：北京市第十四中学、北京市第六十六中学
  - 崇文区：北京市广渠门中学、北京市第十一中学、北京市第五十中学、北京市第一O九中学
  - 朝阳区：北京市第十七中学、北京市第九十四中学、北京市和平街第一中学、北京市日坛中学
  - 丰台区：北京市第十八中学、北京市丰台第二中学
  - 通州区：北京市通州区永乐店中学
  - 大兴区：北京市大兴区兴华中学
  - 房山区：北京师范大学燕化附属中学

## 示范校名单（按现有行政区划分）

### 东城区
- 北京市汇文中学（首批，评定时隶属于原崇文区）
- 北京市第二中学
- 北京市第五中学
- 北京景山学校
- 北京市第一七一中学
- 北京市东直门中学
- 北京市第一六六中学
- 北京市第五十五中学
- 北京市广渠门中学
- 北京市第十一中学
- 北京市第五十中学
- 北京市第一〇九中学

### 西城区
- 北京市第四中学（首批）
- 北京师范大学第二附属中学（首批）
- 北京师范大学附属实验中学（首批）
- 北京师范大学附属中学（首批，评定时隶属于原宣武区）
- 北京市第十五中学（首批，评定时隶属于原宣武区）
- 北京市第八中学
- 北京市第十三中学
- 北京市第三十五中学
- 北京市第一六一中学
- 北京铁路分局职工子弟第二中学
- 北京市西城外国语学校
- 北京市第十四中学
- 北京市第六十六中学
- 北京市回民学校
- 北京市育才学校

### 海淀区
- 中国人民大学附属中学（首批）
- 首都师范大学附属中学（首批）
- 清华大学附属中学（首批）
- 北京市第一〇一中学
- 北京大学附属中学
- 北京市十一学校
- 北京理工大学附属中学
- 北京市八一学校
- 北京交通大学附属中学
- 北京市第二十中学
- 北京市中关村中学

### 朝阳区
- 北京陈经纶中学（首批）
- 北京市第八十中学
- 北京工业大学附属中学
- 北京市日坛中学
- 北京市第九十四中学
- 北京市和平街第一中学
- 北京市第十七中学

### 丰台区
- 北京市第十二中学（首批）
- 北京市第十中学
- 北京市第十八中学
- 北京市丰台区第二中学

### 石景山区
- 北京市第九中学

### 门头沟区
- 北京市大峪中学

### 通州区
- 北京市通州区潞河中学（首批）
- 北京市通州区运河中学
- 北京市通州区永乐店中学

### 平谷区
- 北京市平谷中学
- 北京师范大学附属平谷中学

### 顺义区
- 北京市顺义区牛栏山第一中学（首批）
- 北京市顺义区第一中学
- 北京市顺义区杨镇第一中学

### 大兴区
- 北京市大兴区第一中学（原黄村第一中学）（首批）
- 北京市大兴区兴华中学

### 怀柔区
- 北京市怀柔区第一中学

### 昌平区
- 北京市昌平区第一中学
- 北京市昌平区第二中学

### 密云区
- 北京市密云区第二中学

### 延庆区
- 北京市延庆区第一中学

### 房山区
- 北京师范大学良乡附属中学

#### 燕山地区[6]
- 北京师范大学燕化附属中学